# Nina Repeta
Nina Lynn Blanton Repeta (Shelby, 10 settembre 1967) è un'attrice statunitense.
Ha frequentato la East Carolina University Theatre and Dance Department insieme a Sandra Bullock e Kevin Williamson.
Oltre ad essere un'attrice, è una cantautrice e musicista.
Ha interpretato il ruolo di Bessie Potter in Dawson's Creek, dove lavorava come secondo assistente cameraman il marito, Mike Repeta.

## Filmografia
- Radioland Murders (1994) Member, The Miller Sisters
- Matlock, serie TV (1993-1995)
- A Kiss to Deadly (1996) Waitress
- A Step Toward Tomorrow (1996) Monica
- The Tree Lives of Karen (1997) Glenda
- Buried Alive II (1997) Sherry
- Bloodmoon (1997) Megan OHara
- La trappola (Ambushed), regia di Ernest R. Dickerson (1998)
- I sublimi segreti delle Ya-Ya Sisters (2002) Lady at Gas Station
- Dawson's Creek, serie TV (1998-2003)
- Palmetto Point, serie TV (2005)